# Bielany (województwo lubelskie)
Bielany – wieś  w Polsce położona w województwie lubelskim, w powiecie bialskim, w gminie Łomazy.
| SIMC    | Nazwa  | Rodzaj     |
| ------- | ------ | ---------- |
| 0014841 | Chodów | przysiółek |

W latach 1975–1998 miejscowość administracyjnie należała do województwa bialskopodlaskiego. 
Wieś jest sołectwem w gminie Łomazy. Według Narodowego Spisu Powszechnego (III 2011 r.) liczyła 93 mieszkańców i była piętnastą co do wielkości miejscowością gminy Łomazy. 
Wierni kościoła rzymskokatolickiego należą do parafii Świętych Apostołów Piotra i Pawła w Łomazach.